# Cyoceraphron variipictus
Cyoceraphron variipictus är en stekelart som beskrevs av Paul Dessart 1994. Cyoceraphron variipictus ingår i släktet Cyoceraphron och familjen pysslingsteklar. Inga underarter finns listade i Catalogue of Life.